# Pietro Centranigo
Pietro Centranigo (auch Centranico oder Barbolano) war, folgt man der sogenannten Tradition, also der seit dem 14. Jahrhundert zunehmend staatlich gesteuerten Geschichtsschreibung der Republik Venedig, der 28. Doge. Er regierte von 1026 bis 1031 oder 1032.
Centranigo wurde von der Volksversammlung nach der Absetzung seines Vorgängers gewählt, die sich damit gegen die Erblichkeit des Dogenamtes entschieden hatte, wie sie von den nach wie vor einflussreichen Orseolo angestrebt wurde.
Centranigos Außenpolitik war von Misserfolgen gekennzeichnet. Kaiser Konrad II. bestätigte nicht, wie sonst üblich, die Handelsprivilegien der Venezianer. Poppo, dem Patriarchen von Aquileia, gelang es auf einer Synode, die Vorherrschaft des Patriarchats von Aquileia über dasjenige von Grado zu erreichen. Damit erlangte er als Reichsfürst das für Venedigs Autonomie gefährliche Übergewicht über die dortigen Bistümer. Venedig seinerseits hatte schon unter den Orseolo Grado besetzt, in den Augen des Kaisers nunmehr Reichsgebiet.
Auch nahm Byzanz den vertriebenen Dogen Ottone auf. Konstantinopel zog nun gleichfalls Venedigs Handelsprivilegien zurück und Ottones Schwiegervater, König Stephan von Ungarn, eroberte darüber hinaus Städte in Dalmatien, die Venedig beanspruchte.
Schließlich wurde Ottone aus dem Exil zurückgerufen. Doch er starb kurz darauf, wohl noch in Konstantinopel. Ein Handstreich eines weiteren Orseolo, des Domenico Orseolo, scheiterte bereits nach nur einem Tag. Der gleichfalls exilierte Domenico Flabanico, der der eigentliche Führer der Opposition gegen die Orseolo-Familie war, folgte dem gestürzten und geflohenen Centranigo im Amt.

## Herkunft und Dogenamt
Centranigo entstammte einer der tribunizischen Familien, die aus Heracleia kommend, sich am Rialto angesiedelt hatte.
Er wurde von der Volksversammlung (arengo) nach der Absetzung seines Vorgängers durch ein Abkommen verschiedener Familien gegen den Kandidaten Domenico Flabanico gewählt. Zwar war sein Vorgänger durch die Volksversammlung abgesetzt worden, die sich damit gegen eine Erbmonarchie, wie sie von den Orseolo angestrebt wurde, ausgesprochen hatte. Andererseits hatten es die Orseolo durch ihre geschickte Außen- und Heiratspolitik verstanden, Bindungen zu wichtigen Herrscherfamilien zu knüpfen, die nach wie vor ihre Partei unterstützten.
Sein Regierungsantritt stand unter schlechten innen- und außenpolitischen Vorzeichen. Poppo, der Patriarch von Aquileia, schürte wie schon unter seinem Vorgänger nach Kräften Unruhe. Auf einer von Papst Johannes XIX. einberufenen Synode war es ihm gelungen, die Vorherrschaft des Patriarchats von Aquileia über das von Grado, das von Venedig aus beschickt wurde, zu erreichen.
Die Handelsprivilegien, die seinen Vorgängern seit den Karolingern gewährt worden waren, wurden vom römisch-deutschen Kaiser Konrad II. nicht verlängert. Byzanz nahm den vertriebenen Dogen Ottone auf und zog Venedigs Handelsprivilegien zurück. König Stephan von Ungarn, dessen Tochter mit Ottone verheiratet war, meldete Ansprüche auf Dalmatien an, und eroberte eine Reihe von Küstenstädten, die zeitweise von Pietro II. Orseolo für Venedig annektiert worden waren.
Die Summe von außenpolitischen Misserfolgen, die das Wirtschaftsleben der Stadt schwer beeinträchtigten, und seine Unfähigkeit, die Venezianer für sich zu gewinnen, führten schließlich zu seiner Absetzung.
Man rief Ottone aus dem byzantinischen Exil zurück, während sein Bruder Orso, Patriarch von Grado, als Regent amtierte. Im folgenden Jahr verstarb Ottone im byzantinischen Exil und Domenico Orseolo versuchte in einem Handstreich 1032 den Dogenstuhl zu okkupieren. Seine Regierung dauerte nur extrem kurz, denn am nächsten Tag wählte die Volksversammlung den exilierten und vermögenden Domenico Flabanico, der der eigentliche Führer der Opposition gegen die Orseolo-Familie beim Sturz Ottones gewesen war, zum neuen Dogen. Domenico Orseolo floh nach Ravenna ins Exil.

## Rezeption

### Bis gegen Ende der Republik Venedig

Das Byzantinische Reich im Jahr 1025

Venedig stand in einem wieder schwieriger werdenden Verhältnis zu den expansiven Kaiserreichen. Konrad II. nahm die venedigfeindliche Politik Ottos II. wieder auf, das Byzantinische Reich stand auf dem Höhepunkt seiner Expansionspolitik. Dabei ist die Quellenlage seit 1009 wieder ungünstig, da die bedeutendste Quelle der Zeit um 1000, die Istoria Veneticorum des Johannes Diaconus mit dem Jahr 1009 abbricht und die Chronik des Dogen Andrea Dandolo erst Mitte des 14. Jahrhunderts entstand. Für das Venedig dieser Epoche, auf deren chronikalische Überlieferung wir nach 1009 angewiesen sind – sieht man von einigen Urkunden ab –, war die Deutung, die man der Herrschaft Pietro Centranicos gab, dementsprechend von einer hohen symbolischen Bedeutung für die äußeren Beziehungen, vor allem aber für die inneren Auseinandersetzungen zwischen den clanartigen Familienverbänden. Schließlich endete mit ihm, sieht man von der eintägigen Herrschaft des letzten Orseolo, jenes kaum bekannten Domenico ab, der letzte Versuch, aus Venedig eine Erbmonarchie zu machen. Fortan durfte kein Doge mehr einen Mitregenten ernennen. Das Augenmerk der Chronik des Andrea Dandolo repräsentiert dabei in vollendeter Form die Auffassungen der längst fest etablierten politischen Führungsgremien, die vor allem seit diesem Dogen die Geschichtsschreibung steuerten. Sein Werk wurde von späteren Chronisten und Historikern immer wieder als Vorlage benutzt. Daher wurde es überaus dominierend für die Vorstellungen von der venezianischen Geschichte vor seiner Zeit. Dabei stand bei Dandolo das Recht aus eigener Wurzel, mithin die Herleitung und Legitimation ihres territorialen Anspruches, im Mittelpunkt. In diesem Zusammenhang war schon immer die Anerkennung und möglichst die Erweiterung der „alten Verträge“ durch die jeweils neu ins Amt gelangten Kaiser (und Könige) von enormer Bedeutung. Die Frage der Erbmonarchie, an der die Candiano 976 in einer Katastrophe gescheitert waren, und die durch die Orseolo wieder virulent geworden, in deren Sturz endete, war zur Zeit Andrea Dandolos in keiner Weise mehr mit den Strategien des Interessensausgleichs zwischen den zu dieser Zeit vorherrschenden Familien, vor allem aber nicht mehr mit dem Stand der Verfassungsentwicklung in Übereinstimmung zu bringen. Die Etappen der politischen Entwicklungen, die schließlich zur Entmachtung des Dogen, dem man zunehmend Repräsentationsaufgaben zuwies, aber keine eigenständigen Entscheidungen mehr zugestand, war ein weiteres Darstellungsziel, gerade weil Ottone hier gleichfalls scheiterte, dessen Regiment, ähnlich wie das seines Vaters, geradezu absolutistische Züge trug (oder tragen musste). Das Scheitern der Orseolo war hier zentral, denn in einer Reihe von Etappen gelang es, die institutionelle Einbindung des Amtes bis zum 14. Jahrhundert vergleichsweise weit voranzutreiben. Zugleich blieb einerseits der Ausgleich zwischen den ehrgeizigen und dominierenden Familien eines der wichtigsten Ziele, die Herleitung der herausgehobenen Position der ‚nobili‘ im Staat war andererseits von großer Bedeutung. Der Sturz Ottones führte in Venedig wieder einmal zu mörderischen Kämpfen zwischen den Adelsfamilien, die, weil die Kirchenämter hierbei eine wesentliche Rolle spielten, dem Patriarchen von Aquileia und dem dahinterstehenden Reich, aber auch dem Papst, neue Möglichkeiten der Einmischung boten, gegen die sich Venedig seinerseits zur Wehr setzte. Andererseits führte Orso Orseolo, Patriarch von Grado, mehr als ein Jahr lang das Dogenamt, und so war lange unklar, ob er in die traditionelle Liste der am Ende 120 Dogen aufgenommen werden sollte, oder nicht. Auch wenn Pietro Centranigo nur ein Verlegenheitskandidat gewesen sein mag, so war sein Regiment dennoch ein erster Versuch einer kaum erkennbaren Partei, den Trend zu absoluter Herrschaft in Venedig zu brechen.
Die älteste volkssprachliche Chronik Venedigs, die Cronica di Venexia detta di Enrico Dandolo aus dem späten 14. Jahrhundert, stellt die Vorgänge ebenso wie Andrea Dandolo auf einer in dieser Zeit längst geläufigen, weitgehend von Einzelpersonen, vor allem den Dogen beherrschten Ebene dar. Das gilt auch für „Piero Centranigo“. Die individuellen Dogen bilden sogar das zeitliche Gerüst für die gesamte Chronik, wie es in Venedig üblich war. Die Chronik erwähnt zwar, dass fast das ganze Volk den Dogen Ottone Orseolo gehasst habe, und dass „Domenego Flabanico“ ihn schließlich seiner Würde beraubte, doch ein Grund für den Hass wird nicht angegeben. Der Chronist erwähnt zwar, dass der neue Doge mit großer Mehrheit gewählt worden sei, doch habe er dennoch nur wenige Jahre geherrscht. Der gestürzte Doge sei – nach vier Jahren der Herrschaft – im Mönchshabit nach „Grecia“ verbannt worden. Diesen Sturz bringt der Autor in Zusammenhang mit Orso, dem Patriarchen von Grado und Bruder des gestürzten Ottone Orseolo, der seinerseits das Volk fürchtete und daher aus Venedig geflohen war, als Ottone verbannt wurde. Er erreichte aber beim Papst, dass seine Rechte im Patriarchat Grado gegen die Ansprüche Poppos von Aquileia anerkannt wurden. Daraufhin sei er „cum consentimento del povolo“ nach Venedig zurückgekehrt „et in luogo del Duxe obtene el ducado“. Der Patriarch von Grado kehrte also zurück und erlangte die Dogenherrschaft. Er ließ „Domenego Flabanico“, die treibende Kraft hinter dem Aufstand gegen seinen Bruder, verbannen – Flabanico blieb während der gesamten Herrschaftszeit des Patriarchen in der Lombardei – und ließ Gesandte nach Konstantinopel reisen, um seinen Bruder aus der Verbannung zurückzuholen. Doch dieser war bereits gestorben, wie er „per letere del'imperador“, aus Briefen des Kaisers, entnehmen konnte. Nach einem Jahr und sechs Monaten zog sich der Patriarch aus dem Dogat zurück.

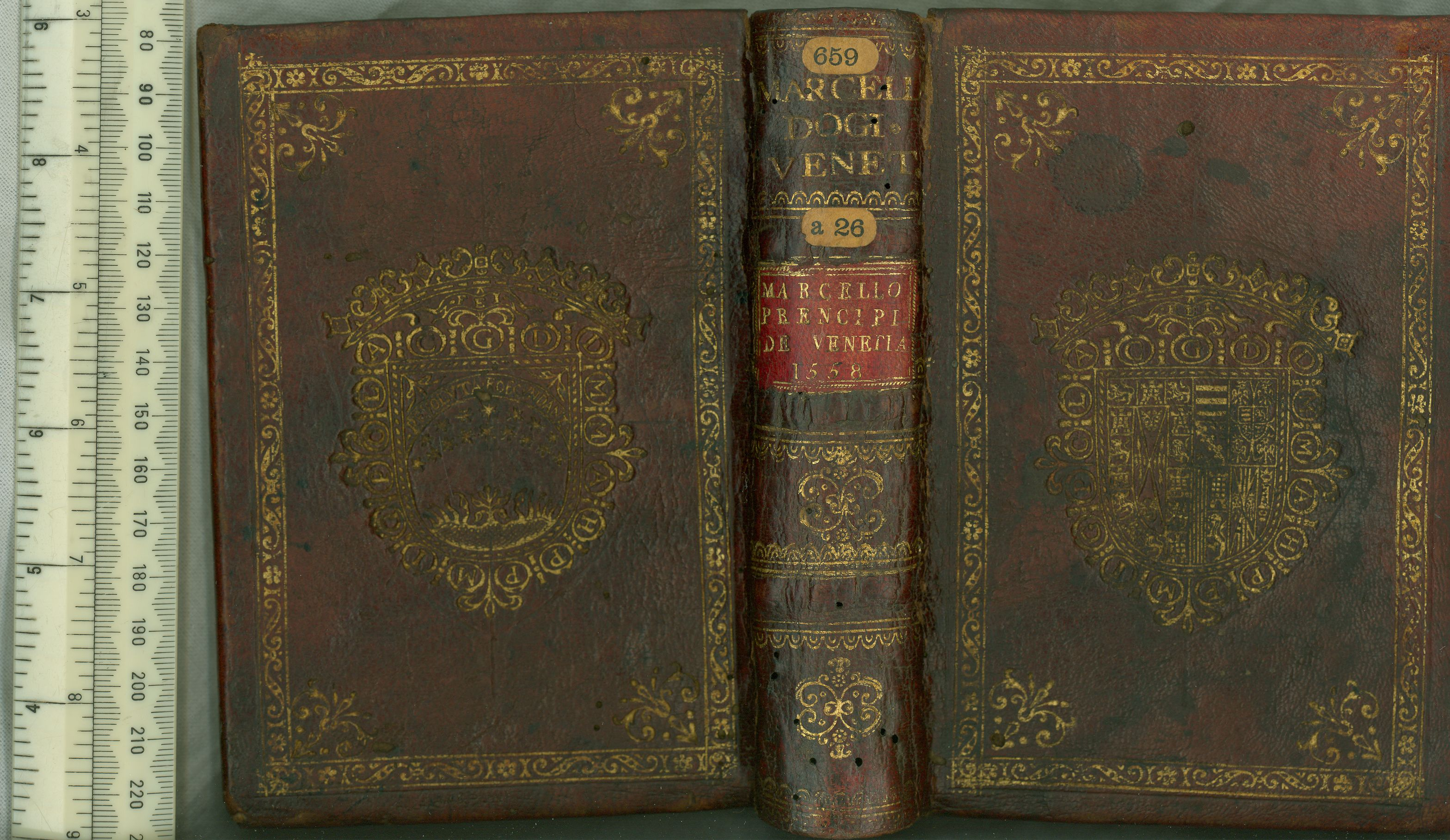
Umschlag einer Ausgabe der Vite de'prencipi di Vinegia des Pietro Marcello

Pietro Marcello meinte 1502 in seinem später ins Volgare unter dem Titel Vite de'prencipi di Vinegia übersetzten Werk, der Doge „Pietro Centranico Doge XXVII.“ „fu creato Doge l'anno MXXIIII“. Für den Chronisten, der offenbar bewusst die sonst gängige Formel „con gran consentimento del popolo“ ausließ, wurde Centranigo im Jahr 1024, nicht im Jahr 1026 eingesetzt. Nach der Rückkehr vom Kampf gegen die Kroaten war sein Vorgänger Ottone, „l'ottimo prencipe“, in diesem Jahr einer „vituperosa congiura“ des Domenico Flabanico zum Opfer gefallen und nach „Grecia“ (Griechenland) verbannt worden, wo er, wie Marcello behauptet, wenig später starb. Auf Betreiben Poppos verhielt sich Konrad II. derweil gegenüber den Venezianern ‚sehr feindlich‘ („molto nimico“). In dieser Situation wurde Centranico nach vier Jahren vom Volk ergriffen, und, wie man sagt, auf Betreiben Orsos, geschoren, als Mönch bekleidet und ins Exil geschickt. Nach der Vertreibung sollte auf Veranlassung des Volkes („per commissione del popolo“) Orso so lange Doge sein, bis sein Bruder zurückgekehrt wäre. Nachdem Orso erfahren hatte, dass sein Bruder in der Verbannung gestorben war, zog er sich aus dem Amt zurück, woraufhin ein naher Verwandter Ottones, ein Domenico Orseolo, das Dogenamt ‚tollkühn‘ („temerariamente“) okkupierte. Doch das Volk vertrieb ihn nach einem Tag nach Ravenna, wo er wenig später starb.
Nach der sonst bei Berichten über das Venedig vor 1280 meist lakonischen Chronik des Gian Giacomo Caroldo, den Historie venete dal principio della città fino all’anno 1382, gelangte „Pepo Patriarcha Aquilegiense“ unter dem Vorwand, den beiden Orseolo zu Hilfe zu eilen, in die Stadt Grado. Er zerstörte dort die Kirchen, vergewaltigte die Nonnen und nahm die Schätze von Kirche und Stadt mit. Seine Gesandten in Rom unterdrückten die Wahrheit, und so wurden ihm Grado und die Insel auch noch unterstellt (S. 90). Nach der Rückgewinnung von Grado kam es bald zu neuerlichem Streit, als „Dominico Gradenigo“ starb, der Bischof von Olivolo, und der Doge dessen Nachfolger aus derselben Familie nicht in sein Amt einsetzen wollte. Wieder kam es zu ‚großer Zwietracht‘ und auf Betreiben des Dominico Flabanico („per instigatione di Dominico Flabanico“) wurde der Doge gestürzt und nach Konstantinopel verbannt. Sein Bruder Orso hingegen ging nach Grado, von wo aus er die Rückkehr Ottones betrieb. „Pietro Barbolano over Centranigo fù publicato Duce“, er wurde also nur ‚kundgemacht‘, keinesfalls wie üblich gewählt (warum das Amt nicht vom Aufstandsführer übernommen wurde, bleibt unklar). Im Gegenteil, so der Chronist, „non essendo grata a molti la denominatione di costui, furono per ciò suscitati molti rumori“. Der Doge wurde also ‚von vielen nicht akzeptiert und es kam daher zu viel Unruhe‘. Aufgestachelt von Poppo („per instigatione del detto Patriarcha“) widerrief der „Alemano imperatore“, der ‚deutsche Kaiser‘, nicht nur die „confederatione con Venetiani“, sondern er behandelte sie sogar wie Feinde. Zur gleichen Zeit unterwarf der König von Ungarn einige der Städte Dalmatiens. Nach vier Jahren und vier Monaten der Herrschaft Centranigos riefen die Venezianer, von außen dermaßen unter Druck geraten, den verbannten Dogen Ottone Orseolo zurück, „come fanno i popoli che, nelle angustie e travagliosi tempi, ricorrono alla provisione di mutar i capi, sperando parimente mutar fortuna“, wie es die Völker in solchen Situationen tun, so Caroldo, die hoffen, wenn sie nur die Häupter auswechseln, würde sich ihnen wieder Fortuna neigen. Centranigo wurde der Bart geschoren und er wurde nach Konstantinopel verbannt. Der Patriarch Orso Orseolo führte das Dogat in Abwesenheit seines Bruders. Er schickte dazu einen weiteren Bruder namens Vitale, den Bischof von Torcello, „con molti primarij Venetiani“ in die byzantinische Hauptstadt, während der Führer der Rebellion von 1026, „Dominico Flabanico“ mit seinen Anhängern floh. Der Chronist berichtet, der Patriarch sei der erste gewesen, der eine Silbermünze unter seinem Namen habe prägen lassen. Für „die Alten“, so Caroldo, gehörte der Patriarch, der nach ihm ein Jahr und zwei Monate regiert hatte, auch wenn er nicht korrekt gewählt worden war, in die Liste der Dogen, weil er sein Amt auf rechte Weise geführt habe: „benche non fù eletto Duce canonicamente, nondimeno, havendo retto il Ducato giustamente, gl’antichi Veneti l’hanno voluto porre nel cathalogo de Duci.“
Auch Heinrich Kellner meint in seiner 1574 erschienenen Chronica das ist Warhaffte eigentliche vnd kurtze Beschreibung, aller Hertzogen zu Venedig Leben, worin er die venezianische Geschichtsschreibung im deutschen Sprachraum verbreitete, „Peter Centranico“ sei „zum Hertzog gewehlet worden im jar 1024“. Nach seiner Rückkehr war Ottone „durch ein schändtliche Verrähterey von Dominico Fabianico uberfallen / wie er sich dessen am wenigsten versahe / ward im der Bart zur schande abgeschnitten/und im fünfftzehen jar seiner Regierung in Griechenland verjaget/daselbst er dann bald hernach starb.“ Centranico versuchte „mit allem ernst die Statt und ihr gantzes Gebiet oder Landschafft in ruhe zu bringen“, doch nun überfiel Poppo, „gantz unverwarneter Sach Grado“ „und nam das Schloß ein“. „Etliche sagen/das Schloß sey in Orsi Namen gewunnen und eyngenommen worden/als es die Venetianer innehatten“. Gewiss sei, dass Konrad II. Venedig auf Betreiben Poppos großen Schaden zufügte. Der Doge wurde nach vier Jahren „von der Gemeine(wie man sagt)auß Raht und anstifftung Orsi / deß Patriarchen zu Grado / gefangen/sein Bart abgeschnitten/in Münchskleider verkleidet/und ins elende verschickt.“ Auf „befehl der Gemein“ erhielt nun Orso „das Regiment“. Ehe seine Gesandten den Bruder in Konstantinopel erreichten, „erfuhren sie/ daß er in Griechenland gestorben war“. Als dies Orso erfuhr, „sagt er das Ampt auff“. „Und in seinem abwesen drang Dominicus Orsoel/welcher Ottonis gar naher und grosser Freundt war / sich muthwilliglich in das Hertzogthumb/aber es blieb im das glück nicht lang/dass den andern tag / nach dem er sich des Hertzogthumbs angemaßt hatte/ist er von der Gemein/die irer Freyheit indenck war/verjagt worden.“ Er floh nach Ravenna, wo er bald starb.

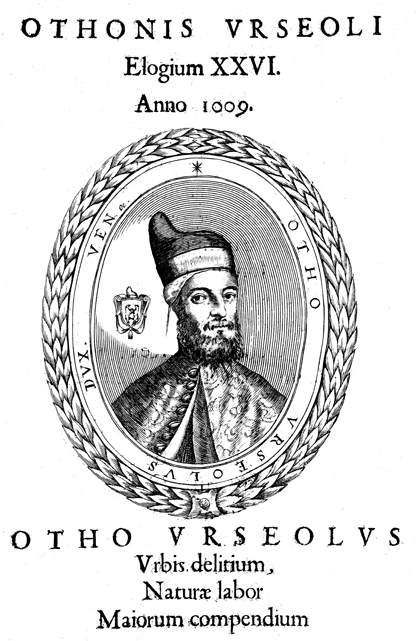
Leone Matina: Phantasieporträt des Dogen in der wohl ersten gedruckten Porträtserie aller bis dahin anerkannten Dogen, dem Ducalis regiae lararium von 1659

In der Übersetzung von Alessandro Maria Vianolis Historia Veneta, die 1686 in Nürnberg unter dem Titel Der Venetianischen Hertzogen Leben / Regierung, und Absterben / Von dem Ersten Paulutio Anafesto an / biss auf den itzt-regierenden Marcum Antonium Justiniani erschien, zählt der Autor, abweichend von Pietro Marcello, „Petrus Centranicus, Der 28. Hertzog“. Den Sturz Ottones verursachte zwar auch bei Vianoli jener „Dominico Flabanico“, doch sei „wiewol gantz verborgener Weise/Petrus Centranicus, der am allermeisten nach der Hertzoglichen Hoheit getrachtet/das Haupt gewesen“. Ottone wurde verbannt. Ob Petrus Centranicus die Dogenwürde „durch die gewöhnliche Wahl“ erlangte, oder „ob er sich derselben mit Gewalt bemächtigt“ habe, „weiß man nicht gewiß“. Ausführlich beschreibt Vianoli, wie Poppo durch List Grado eroberte und die Stadt niederbrennen ließ. Von Papst Johannes erhielt er „absonderliche Privilegia“, die jedoch auf einem Konzil widerrufen worden seien, das auch festsetzte, „daß die Stadt Grado der wahre Sitz des Patriarchen seyn und verbleiben solle“. Wie die anderen Chronisten, so weiß auch Vianoli zu Centranigo nur zu berichten, dass er auf die seinerzeit übliche Art und Weise gestürzt und verbannt wurde. Zur gleichen Zeit sei Ottone zurückberufen worden „währender solcher Zeit/die sich auf ein Jahr lang erstrecket / biß dieselbe zurück gelanget / hatte der Orsus, als Patriarch zu Grado, die Gemeine mit höchstem Fleiß regieret“. „Freywillig“ gab Orso sein Amt auf, als er vom Tod seines Bruders hörte. Er habe das Amt dem Domenico Orseolo überlassen – „worüber sich höchlich zu verwundern“, weil Autorität und Ansehen „allzu hoch gestiegen gewesen“ –, der jedoch vom Volk, das „über die allzu große Gewalt gedachter Familien etwas geeifert“ „gleich des folgenden Tags“ gezwungen wurde, sich nach Ravenna zurückzuziehen („zu retiriren“).
1687 bemerkte Jacob von Sandrart in seinem Opus Kurtze und vermehrte Beschreibung Von Dem Ursprung / Aufnehmen / Gebiete / und Regierung der Weltberühmten Republick Venedig lakonisch, dass „Petrus Centranicus“ 1029 zum „(XXVII) Hertzog erkohren“ worden sei. Nach den Huldigungen „der von ihm überwundene[n] Lande“, der Städte Dalmatiens, wurde Ottone in „aufrührerischer Weise“ überfallen, nämlich von „Dominico Flabenico, welcher ihm in dem 50. Jahr seines Alters den Bart abscheren ließ / so zu diesen Zeiten eine unaussprechlich grosse Schande war / und muste er benebenst nach Griechenland in das Elend wandern“. Er starb dort „kurtz hernach“. Für Sandrart war Orso derjenige, der Konrad II. gegen Venedig aufstachelte, bis es zum Sturz Centranigos kam und Orso zum Dogen wurde. Dieser trat jedoch „von selbsten“ zurück, als er vom Tod seines Bruders vernahm. Den Palast nahm nun „Dominico Urseolo, so ein naher Bluts-Freund des bemeldten Ottonis war“, doch wurde er gleich am nächsten Tag vertrieben. Er ging nach Ravenna, „allwo er auch mit Tod abgieng.“

### Historisch-kritische Darstellungen
Johann Friedrich LeBret, für den Centranigo gleichfalls der 28. Doge war, publizierte ab 1769 seine vierbändige Staatsgeschichte der Republik Venedig. Nach seiner Auffassung „regiereten“ die Orseolo „wohl, sie hatten schöpferische Staatsgenies: aber desto unerträglicher wurden sie einer Republik, je monarchischer ihre Denkungsart war“ (S. 233). „Wider den Otto Urseolus verschworen sich keine tugendhaften, sondern die lasterhaftesten Männer vom ersten Range“, stellt LeBret fest, relativiert diese Aussage aber insofern, als er konzediert, Centranigo „wäre vielleicht zu andern Zeiten ein vortrefflicher Regent gewesen“, wenn er sich nicht hätte als Werkzeug gegen die Orseoli verwenden lassen (S. 235). „Er vertheidigte sein Volk wider den Zorn des Kaisers Conrads, und wider die Eingriffe des Patriarchen von Aquileja“, doch „die vornehmsten Aemter des Staates waren in den Händen der Freunde des orseolischen Haues“. „So waren die vier Jahre, die Centranigo auf dem Throne saß, mit lauter Unruhe verknüpfet, bis endlich die orseolische Partey Mittel fand, sich seiner zu bemächtigen“. Man setzte eine „Zwischenregierung“ ein, um die Zeit bis zur Rückkehr Ottones zu überbrücken. „Einige der ältesten Geschichtsschreiber setzten den Patriarchen in die Reihe der wirklichen Regenten, die neueren, welchen es unbegreiflich scheint, daß ein Patriarch ihr Volk regieret habe, haben ihn aus diesem Verzeichnisse ausgelassen.“ Diese Entscheidung führt LeBret in einer Fußnote auf Lorenzo De Monachis (1351–1428) zurück (S. 256, Anm. 22), dessen Chronik zwischen 1421 und seinem Tod entstand.

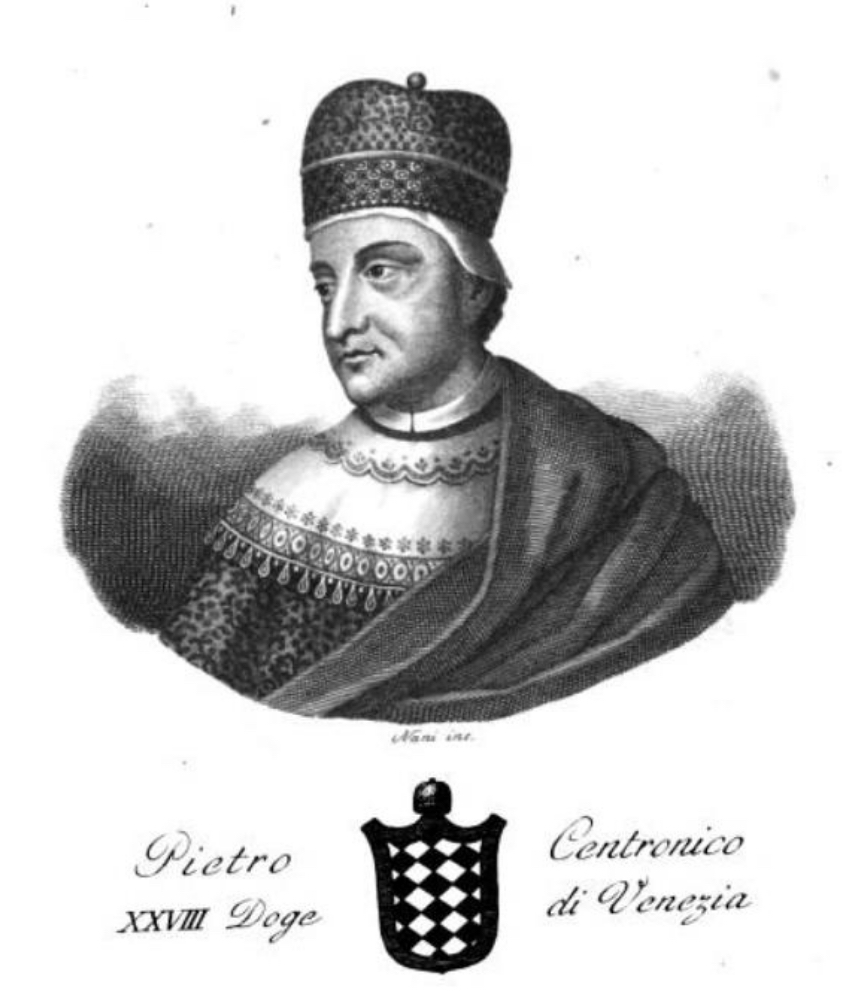
Phantasiedarstellung des Dogen von vor 1834, Antonio Nani: Serie dei Dogi di Venezia intagliati in rame da Antonio Nani. Giuntevi alcuni notizie biografiche estese da diversi, Bd. 1, Merlo, Venedig 1840, o. S. (Google Books)

Samuele Romanin, der in den weiteren historischen Zusammenhang einbettende Historiker, der diese Epoche 1853 im ersten der zehn Bände seiner Storia documentata di Venezia darstellte, meint „dopo lunga e burrascosa assemblea“ (‚nach einer langen und stürmischen Beratung‘) sei Domenico Centranico auf den Dogenstuhl erhoben worden. Doch sei die Ruhe keineswegs zurückgekehrt, zudem sei er von einer Partei gewählt worden, in der die Orseolofreunde großen Anteil hatten. Unter Führung der Flabianici war Ottone gestürzt, geschoren und nach Konstantinopel verbannt worden, Orso war geflohen. Für die Venezianer kamen nun ‚überaus unglückliche Zeiten‘, denn einige der dalmatinischen Städte lösten die Verbindung zu Venedig, Poppo nahm seine Versuche, in die Verhältnisse in der Lagune einzugreifen wieder auf, Konrad II. lehnte die seit den Karolingern übliche Privilegienerneuerung ab. Zudem war Robert von Frankreich und Wilhelm von Aquitanien die Krone Italiens angetragen worden – beide hatten das Angebot abgelehnt –, hingegen schloss sich der Erzbischof Aribert von Mailand dem deutschen König an. Als Konrad in Mailand erschien, unterstellten sich ihm die meisten Städte, bis auf Pavia, dessen Umland er daraufhin verwüsten ließ, bevor er zur Kaiserkrönung nach Rom zog. Für Poppo erwirkte Konrad die Anerkennung seiner Ansprüche auf Grado. Allerdings erkannte der Papst 1029 in einer Kehrtwende die Rechte Grados wiederum an. Die wirtschaftlichen Probleme, die aus dieser politischen Gegnerschaft mit Konrad und Poppo entsprangen, untergruben die Herrschaft Centranicos ebenso, wie die Tätigkeit der Orseoli, die in Konstantinopel Unterstützung fanden. Dort war der Schwiegervater von Ottones ältestem Bruder auf den Thron gelangt. Tatsächlich erreichte eine feierliche Gesandtschaft unter Führung des Vitale Orseolo, Bischof von Torcello, Konstantinopel, um Ottone Orseolo zurückzuholen. Die Administration des Staates oblag seit dem Sturz Centranicos seinem Bruder Orso, wenn auch nur bis zur erwarteten Rückkehr Ottones. Unter Orso wurde eine kleine Münze geprägt, die noch drei Jahrhunderte später in Gebrauch gewesen sei. Als klar wurde, dass Ottone bereits tot war, legte Orso sein Amt nach 14 Monaten nieder. Ein anderer Orseolo, Domenico, versuchte das Interregnum zu nutzen, um sich selbst an die Macht zu bringen, doch wurde er vom ‚wütenden‘ Volk verjagt. Er ging nach Ravenna.

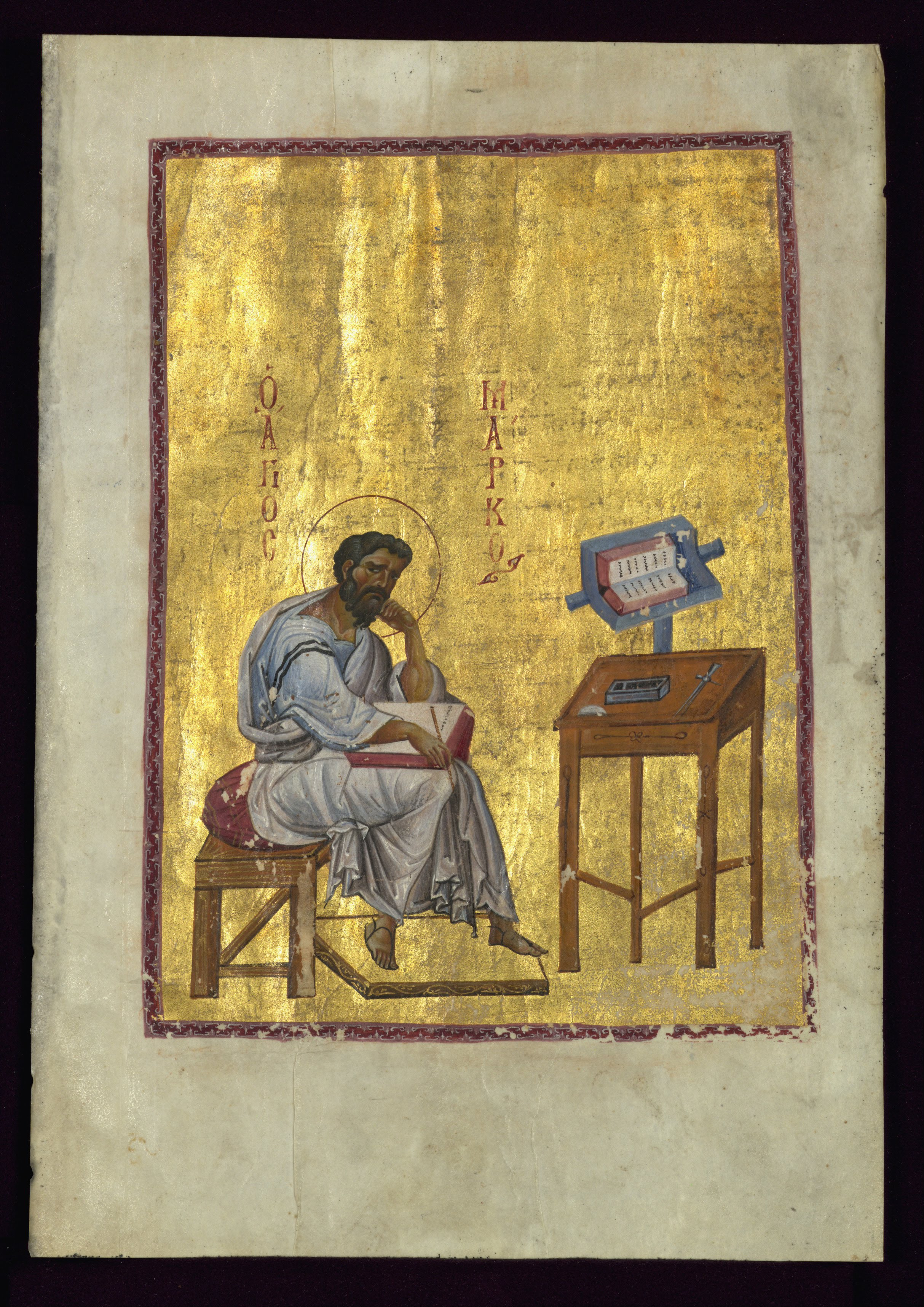
Der Evangelist Markus in seiner Schreibstube, byzantinische Illumination, 27 * 19 cm, um 1025–1050, Walters Art Museum, W.530.A

August Friedrich Gfrörer († 1861), der in der Zeit zwischen 1000 und 1030 eine entscheidende Phase der venezianischen Verfassungsentwicklung sieht, nimmt in seiner, erst elf Jahre nach seinem Tod erschienenen Geschichte Venedigs von seiner Gründung bis zum Jahre 1084 an, dass die Regierung Centranigos zunächst „ein Versuch, zu vermitteln, die Parteien zu versöhnen“ war. „Barbolano wollte es Allen Recht machen und verdarb es dadurch mit dem Einen und den Andern.“ In Grado folgte auf Vitalis, den Sohn des 976 gestürzten Dogen Pietro IV. Candiano, nach über fünfzigjähriger Amtszeit, der höchstens 21-jährige Bischof von Torcello, eben jener Orso. Doch bald türmten sich gewaltige Schwierigkeiten für die scheinbar so fest im Sattel sitzenden Orseoli auf, denn mit dem Ableben des Patriarchen von Aquileia nutzte Heinrich II. die Gelegenheit, einen Deutschen auf den dortigen Stuhl zu erheben, seinen Kanzler Wolfgang-Poppo, der sich, „nicht ohne Vorwissen des Kaisers Heinrich II.“, gegen Grado wandte. Nach der besagten Kehrtwende bestätigte der Papst endgültig Orsos Rechte. Gfrörer nimmt an, dass er dies ab 1022 tun konnte, als er nicht mehr so abhängig vom Kaiser war. Um Wiedergutmachung zu erzwingen, begann der Kaiser, nach Gfrörer zwischen 1020 und 1024, als er ganz Oberitalien beherrsche, indem er eine gemäßigte Handelsblockade gegen Venedig begann. Als jedoch der Papst die Rechte Grados bestätigte, gab Heinrich nach. Im Jahr 1024, als Papst und Kaiser starben, mussten Ottone und Orso nach Istrien fliehen, eine Gelegenheit, die Poppo nutzte, um als Retter Grados aufzutreten. Dort nahm er den früher entführten Domschatz an sich und brachte ihn nach Aquileia. Weiter schlussfolgerte Gfrörer, es seien Ottone und Orso gewesen, die die Auslieferung Grados an Poppo, bzw. den Kaiser verlangt hätten. Daher seien sie – wegen des Verdachts auf Hochverrat – nach Istrien geflohen, das zu jenem Reich gehörte, das inzwischen von Konrad II. beherrscht wurde, einem Salier. So würde sich erklären, warum Poppo tatsächlich als Schutzherr der Orseoli in Grado auftreten konnte – dies also keineswegs listig vortäuschte. Damit waren die dortigen Handlungen Poppos „nicht verbrecherische, sondern vertragsmäßige Handlungen“ (S. 440). Papst Johannes XIX. bestätigte Aquileias Rechte, allerdings vorbehaltlich kanonischen Nachweises. Diese Bestätigung widerrief er erst 1029. Gfrörer vermutet, dass dem Ganzen ein Geheimvertrag zugrunde lag, in dem die Orseoli tatsächlich dem Patriarchen Poppo Grado überlassen hatten. Dies hätte aber als Hochverrat gegolten und war damit als offizielle Begründung für eine Anerkennung von Aquileias Rechten nicht brauchbar (S. 443). Erst nach dieser Feststellung kam Grado – die deutsche Besatzung leistete keinerlei Widerstand – wieder an die Orseoli. Doch 1026 entzündete sich der langwierige Streit um die Neubesetzung des kernvenezianischen Bischofsstuhls von Olivolo, der schließlich zum Sturz Ottones und seines Bruders Orso führte. Schärfste Gegner waren dabei die Gradonico, die den Bischofsstuhl von Torcello beanspruchten. Gfrörer glaubt: „Otto handelte so, weil er den Patriarchenstuhl aus Grado nach der Hauptstadt Venedig verlegen, aber auf demselben seinen Bruder Orso belassen wollte. Unmöglich konnte er also die Wahl des Gradonico gut heißen“ (S. 446). Die Orseoli, die wegen derselben Pläne schon einmal (nach Istrien) vertrieben worden waren, wurden nun erneut gestürzt und verbannt. Wäre der Plan gelungen, den Ottone erdacht hatte, dann wäre Venedig eine andere Stadt geworden, so Gfrörer: „schrankenlose Dogen hätten dann dort die Gesetze niedergetreten, die Bürger entwürdigt, die Stühle mit lauter Verwandten, Söhnen, Vettern, Brüdern, blinden Werkzeugen der Willkür des Familienhauptes, besetzt und statt einer glorreichen, meerbeherrschenden Republik, wäre ein elendes, durch allseitigen Argwohn zerrüttetes Fürstenthum aufgekeimt“ (S. 450). „Wir besitzen über die Fehde Venetiens mit dem salischen Hofe genauere Nachrichten, als die sind, welche der Geschichtsschreiber des Seelandes mitteilt“ (gemeint ist Andrea Dandolo). So berichtet Gfrörer vom Italienzug Konrads, von der Kaiserkrönung in Rom am 26. März 1027, auch nimmt er an, Konrad habe Papst Johannes XIX. gedrängt, Orso vor eine Synode zu fordern, zu der, am 6. April im Lateran, jedoch nur ein Diakon erschienen sei. Poppo hingegen warf sich vor Kaiser und Papst zu Boden und beide übertrugen ihm die Rechte über Grado, das „bischöflicher Sprengel der Metropole Aquileja“ sein sollte. Schon 1024 hatte dies derselbe Papst beschieden, wenn auch unter Klauseln. Darin sieht Gfrörer einen „zwingenden kaiserlichen Einfluß“. Doch schon kurz darauf setzte derselbe Papst Grado wieder in alle Rechte ein (S. 452). Unschlüssig bleibt Gfrörer, ob Poppo den militärischen Kampf um Grado, von dem Andrea Dandolo berichtet, vor oder nach diesem Beschluss begann. Zwar gelang ihm die Überrumpelung Grados erst 1042, doch „die festländischen Orte müssen von ihm hart beschädigt worden sein“, was Gfrörer aus Dandolos Aussage schlussfolgert, Poppo habe das Gebiet der Veneter „zersetzt“. Neben Konrad und Poppo bedrängte laut Dandolo König Andreas von Ungarn das kleine Reich Venedigs, denn er beunruhigte unaufhörlich Dalmatien und zwang einige der dortigen Städte, sich ihm zu ergeben. Allerdings verwechsle der Chronist hier König Andreas mit Stephan, der von 997 bis 1038 König war. Stephan hatte dem in Venedig geborenen Sohn Ottones, bekannt als Peter Orseolo, den Befehl über die ungarische Streitmacht übertragen, um ihn sogar als seinen Nachfolger zu empfehlen. Gfrörer nimmt an, Peter sei 1026 nach Ungarn gegangen, als sein Vater ins Exil gehen musste. Er glaubt, Peter habe, wie alle Orseoli, Dalmatien als eine Art „Erbstück seines Hauses“ betrachtet (S. 454). Gfrörer legt nahe, dass die ungarischen Angriffe auf Dalmatien eine Art Rache Peters für den Sturz seines Vaters darstellten. „In die Enge getrieben“ durch zwei Kriege und innere Konflikte „muss Doge Peter Barbolano mit den gestürzten Orseoli angeknüpft haben.“ Der verbannte Orso kehrte jedenfalls zurück auf den Gradenser Patriarchenstuhl, was spätestens 1029 geschehen sein dürfte, und was ohne Centranigo-Barbolanos Einverständnis unmöglich gewesen sein dürfte. Der Autor glaubt, dass die Unveräußerlichkeit Grados an das Salierreich und an Aquileia die Voraussetzung für diese Rückkehr war. Laut der Bulle des Papstes von 1029 waren nach der ersten Übertragung der Rechte auf Poppo im Jahr 1024 Gesandte Orsos in Rom erschienen, die von seinen Gräueln in Grado berichteten. Poppo wurde daraufhin nach Rom zitiert, weigerte sich jedoch und erhob selbst Klage, dass man ihm Grado wieder weggenommen habe. Während Poppo nur einen Mönch schickte, erschien Orso selbst in Rom – wohl nach seiner Verbannung. Der Papst betrachtete, so Gfrörer, die Beschlüsse, die in Anwesenheit Konrads II. erfolgt waren, als erzwungen und damit ungültig (Konrad erschien erst 1036 wieder in Italien). Daher konnte er sie auch leicht widerrufen. Außerdem glaubt der Autor, Grado seien nicht nur die venezianischen Bistümer unterstellt worden, sondern auch die auf Istrien (S. 457). Damit sollten auch diese vor Poppos Ambitionen geschützt werden. Poppo hingegen weihte einige Jahre später eine Kirche in Cittanuova, und Gfrörer führt ein in Aquileia aufbewahrtes Evangelienbuch an, das den „Eid canonischen Gehorsams verzeichnet, welchen der Bischof von Pola, Johann, seinem Metropoliten, dem Patriarchen Poppo von Aquileja, leistete“ (S. 459). Zwischen 1030 und 1040, womöglich schon früher, hatte Grado demnach seine Suffraganbistümer auf Istrien an Aquileia verloren. Mit der Rückkehr Orsos und der Wiederherstellung Grados geriet Centranigo derartig in die Defensive, dass er, wie Gfrörer annimmt, Kontakte zu Konrad II. anknüpfte, die ihn letztlich den Dogenstuhl kosteten. Er wurde 1030 gestürzt, geschoren, nach Konstantinopel verbannt. Ottone sollte nun zurückgeholt werden, Orso wurde so lange sein Stellvertreter. Die Anhänger der Rebellen von 1026 flohen vor der Übermacht der Orseoli. Doch, so vermutet der Autor, untergruben sie das Vertrauen des byzantinischen Kaisers, indem sie behaupteten, dass Ottones „Wiedereinsetzung den Inselstaat schweren Gefahren preisgeben würde“. Als Beleg betrachtet Gfrörer die enorm lange Wartezeit von 14 Monaten, in denen Orso das Dogenamt stellvertretend führte, während man auf Ottone wartete, vor allem aber die Tatsache, dass „Flavanico, unmittelbar nach seiner Erhebung zum Dogen, vom Basileus mit dem Titel eines Oberschwertträgers geschmückt“ worden sei (S. 464). Nach Dandolo maßte sich jedoch zunächst Domenico Orseolo das Dogenamt an. „Allein die große Mehrzahl billigte solches nicht, sondern sie erhoben sich wider den Eindringling.“ Auch dieser Orseolo wurde verbannt. Gfrörer meint, Andrea Dandolo habe „den überaus wichtigen Abschnitt der Geschichte seiner Vaterstadt, welcher vom Tode Peters Orseolo II. bis zum Sturze Domenico Orseolos verlief, stiefmütterlich behandelt.“ Nach Gfrörer hätte Dandolo sonst zugeben müssen, dass „Venetien damals keine schlimmeren Feinde hatte, als seine Dogen, Peter Orseolo II., den Ahn, Otto, den Sohn, und Domenico, den Stammsippen, oder vielleicht Enkel.“ Als Doge sei ihm ein solches Urteil über seine eigenen Amtsvorgänger „unstatthaft“ gewesen. Für den überaus schnellen Sturz Domenico Orsinis gibt Dandolo in der Übersetzung Gfrörers an: „Venetiens Bürger erhoben sich wider Domenico, weil sie die freie Verfassung, unter der sie geboren waren, behaupten, nicht aber Sclaven eines Tyrannen werden wollten.“ Dieses harsche Urteil könne sich kaum auf Domenico beziehen, denn er war ja nur einen Tag im Amt, und von seinen politischen Vorstellungen könne noch nichts bekannt gewesen sein, sondern wohl eher auf den gesamten Clan. Dieser habe im Bunde mit den Saliern gestanden, daher sei Domenico nicht zufällig nach Ravenna geflohen, ins Reichsgebiet. Ottone hingegen war nach Konstantinopel verbannt worden, um diesmal sicher sein zu können, dass er nicht zurückkehre, denn der dortige Kaiser war dem Dogen nicht wohlgesinnt, weil dieser Anlehnung an seinen kaiserlichen Gegner suchte. In die gleiche Richtung, so Gfrörer, weise die Verbannung des Centranico nach Konstantinopel. Auch er habe Unterstützung bei dem Salier gesucht. Gfrörer deutet die byzantinische Partei in Venedig als die, welche die Verfassung gegen die Orseoli stützte. „Auch wenn die Rache der Veneter sie nicht getroffen hätte, würde die von ihnen gegründete Dynastie erst ein Spielzeug, dann ein Opfer salischer Arglist geworden sein.“ Ihre Gegner, die die Verfassung verteidigten, schlossen sich daher Byzanz an.
Pietro Pinton, der Gfrörers Werk im Archivio Veneto in den Jahresbänden XII bis XVI übersetzte und annotierte, korrigierte zahlreiche Annahmen Gfrörers, insbesondere wenn es um solche ging, zu denen der Beleg aus den Quellen fehlte oder zu ihnen in Widerspruch stand. Seine eigene kritische Auseinandersetzung mit Gfrörers Werk erschien erst 1883, gleichfalls im Archivio Veneto. Die innerstädtischen Kämpfe auf bloße Außenpolitik und das von Gfrörer behauptete Streben der Orseoli nach „Byzantinismus“ zurückzuführen, greift für Pinton zu kurz, für den in diesem Falle die innervenezianischen Auseinandersetzungen dominierten. Gerade diese ignoriere Gfrörer aber praktisch bei jedem politischen Manöver in Venedig. Hinsichtlich der Aktivitäten Poppos und Heinrichs auf Istrien nimmt Pinton an, dass es dem Kaiser gelungen war, dort die Reichsrechte wieder durchzusetzen, was durch Poppos Kampf gegen Grado, dem ja auch die istrischen Bistümer unterstanden, erleichtert wurde. Erst mit der Erkenntnis, dass es durch die Kämpfe zu Schädigungen Istriens kam, sorgte der Kaiser für eine Mäßigung im Kampf gegen den Orseolo-Patriarchen. Die Flucht der beiden Orseoli nach Istrien, die Gfrörer als Unterschutzstellung unter den Kaiser deutet, als Hochverrat, lehnt Pinton ab, der eher die persönlichen Feindschaften innerhalb Venedigs als Ursache sieht. Dies passe zudem nicht zur Rückeroberung Grados zum Schaden des Kaisers und des Patriarchen von Aquileia, ebenso wenig dazu, dass die Mehrheit der Volksversammlung den Dogen zwei Mal zurückholte. Als äußerst verwegen betrachtet Pinton die These Gfrörers, die Orseoli wollten das unsichere Grado aufgeben, um auf Rialto ein Patriarchat zu errichten – auch dies ohne Quellen, was Gfrörer – nicht zum ersten Mal – mit einem Geheimabkommen erklärt. So stimmt Pinton zwar zu, dass die Orseoli über den Versuch stürzten, eine Art Monarchie zu errichten, aber die dahinter liegenden Mutmaßungen bis hin zum Hochverrat hält er für nicht haltbar. Zu Recht, so Pinton, halte Gfrörer nun Centranico für eine ‚creatura‘ der Rebellen. Doch Dandolo, der ja die einzige Quelle für die inneren Verhältnisse Venedigs darstellt, meint, der neue Doge sei „a molti inviso“ gewesen, woraus sich viele „torbolenze“ entwickelt hätten. Gfrörer deute dies als Hinweis auf ein schwaches Regiment, doch Hass und Neid, so Pinton, hätten wohl die ganzen vier Jahre des Dogats ausgefüllt. Für den Autor ist es im Übrigen kein Anzeichen für eine Opposition gegen Byzanz, wenn politisch Unliebsame dorthin in die Verbannung geschickt wurden, sondern über Jahrhunderte geübter Brauch. Dazu in Widerspruch stehe zudem, dass Orso von der Mehrheit im Volk nur für die Stellvertreterrolle vorgesehen war, bis sein Bruder Ottone wieder sein Dogenamt einnehmen konnte. Im Gegensatz zu seinen Vorgängern stand Romanos III. den Orseolo weniger nahe, und daher stimmt Pinton, angesichts der Tatsache, dass zu dieser Zeit eine Reise von Konstantinopel nach Venedig 23 Tage in Anspruch nehmen konnte, zu, dass Ottone in der Hauptstadt vom Kaiser festgehalten wurde (S. 361). Im Übrigen kann in Venedig kein allgemeiner Hass auf die Orseoli bestanden haben, denn Orso blieb 14 Monate im Dogenamt, wenn auch nur stellvertretend, und man nahm ihn sogar in die Dogenliste auf. Gfrörer übersehe das gewichtige Wort „usurpatore“ für Domenico Orseolo, und er glaube fälschlicherweise, die Venezianer hätten nur den einen einzigen Tag seiner Amtsführung Zeit gehabt, um den Tyrannen in ihm zu erkennen. Daher habe sich die Abwehr auf die ganze Familie beziehen müssen. Dem widerspricht Pinton, denn die Art und Weise mit der Domenico gewaltsam die Macht usurpierte, während die übrigen Orseolo mit großer Mehrheit gewählt worden waren, führte zur Ablehnung des Eintagsdogen.
1861 glaubte Francesco Zanotto, der in seinem Il Palazzo ducale di Venezia der Volksversammlung größeren Einfluss einräumte, das Volk, immer ‚leichtgläubig weil unwissend‘ („credulo perchè ignorante“), und ‚wankelmütig wie die See‘, habe Ottone stürzen wollen, der jedoch zusammen mit seinem Bruder Orso nach Istrien floh. Auch Poppo von Aquileia intrigierte demnach gegen Orso, besetzte Grado, dabei vorgebend, er wolle sich nur um eine im Stich gelassene Herde kümmern. Kaum in die Stadt gelassen, ließ er diese plündern und habe dabei keinerlei Verbrechen gescheut. Ob die Venezianer das Unrecht erkannten, oder ob Freunde der Orseoli es bekannt machten, die Venezianer bedauerten die Vertreibung und holten die Orseoli aus Istrien zurück. Diese nahmen die Aufgabe wahr, Poppo zu bestrafen und Grado zurückzuerobern. Die Besatzung zog ab, die Stadt wurde befestigt. Doch Hass, Neid, der schlechte Geist der den Orseoli feindlichen Familien habe zwei Jahre später eine ‚neue Revolte‘ hervorgebracht. Dafür habe wiederum der Streit um den Bischofsstuhl von Torcello den Vorwand abgegeben, wie Zanotto nach Dandolo ausführt. „Stimolati“ von den Flabanici unter ihrem Oberhaupt Domenico, „ein Mann zu jedem Delikt bereit“, ließ sich das Volk unter Führung der Gradenighi zum Sturz des Dogen bereden. Ottone galt dem Verfasser als Beispiel dafür, dass ein Staatslenker mit guten Eigenschaften durch ungerechte Revolten des Volkes gestürzt werden könne, wenn dieses, gegen das evangelische Diktat, sich zum Richter über seine Regierenden aufschwinge. Auch bei Zanotto nutzte Poppo den Rückhalt bei Konrad II., um Grado an sich zu reißen und dafür auch noch eine Bulle des Papstes zu erlangen. Doch gelang es der bescheidenen Intervention Orsos, die alten Rechte wiederherzustellen. Zugleich agierten die Anhänger Ottones, der durch den Schwiegervater seines Bruders, der 1028 auf den Kaiserthron gelangt war, Unterstützung erhielten. Sein Interesse galt nach Zanotto den Städten Dalmatiens, die nur vom Abfall ferngehalten werden konnten, indem man den Dogen zurückholte. Orso nun führte das Vertretungsregiment so gut, dass er den Alten als Doge galt, ja, sein Porträt befand sich unter den übrigen Dogen im Saal des Großen Rates im Dogenpalast. Außerdem glaubt Zanotto, die von Orso geprägte Münze habe bis in die Zeit des Enrico Dandolo Bestand gehabt.
Für Heinrich Kretschmayr stellten sich die Vorgänge anders dar. Er räumt ein, schon „während der Regierung des Dogen Otto muss eine starke Opposition gegen die Orseoler sich herausgebildet haben, von deren Werden und Wachsen freilich nichts verlautet.“ Sie zwang Ottone und Orso 1024 zur ersten Flucht. Die Brüder, „zurückberufen oder nicht“, eroberten im Oktober/November 1024 Grado zurück, und noch im Dezember widerrief der Papst die Anerkennung der Rechte Aquileias. – Doch im März 1026 erschien Konrad II. in Italien, wurde zu Ostern 1027 zum Kaiser gekrönt. „Ihm galten die Venezianer für Rebellen, die widerrechtlich Grado gegen Kaiser und Reich besetzt hielten“. „Man musste sie unterwerfen“, stellt Kretschmayr lakonisch fest. Konrad sei gewillt gewesen, den Versuch Ottos II. zu wiederholen, und der venezianischen Unabhängigkeit ein Ende zu setzen (S. 146). Schon im Frühjahr 1026 hatte Konrad die Bestätigung der venezianischen Privilegien verweigert. „Vertrieben oder aus eigenem Entschluss fliehend enteilte Otto an den Hof Romanos' III. nach Konstantinopel.“ Ein „farb- und harmloser Verlegenheitskandidat“, nämlich „Pietro oder Domenico Centranico oder Barbolano“ wurde statt des Führers der Opposition Domenico Flabanico zum Dogen gewählt. Kretschmayr datierte die Wahl in den Herbst 1026, den Sturz des Dogen auf „Frühjahr? 1031“. Der Sturz Ottones änderte jedoch nichts am Grundkonflikt, denn: „Die Sache von Aquileja war die Sache des Reiches, das Interesse von Grado lief dieser entgegen“ (S. 147). „Unter dem Drucke des kaiserlichen Willens und der deutschen Waffen“ wurde Grado durch den Papst dem Patriarchen von Aquileia unterstellt. Allerdings konnte Poppo das inzwischen besser befestigte Grado nicht erobern, „‚zerfetzte‘ – wie Dandolo malerisch sich ausdrückt – im Vertrauen auf kaiserliche Hilfe die venezianischen Grenzlande.“ Der Kaiser sprach Poppo noch am 8. März 1034 das Gebiet zwischen Piave und Livenza zu, Cittanuova und Caorle. Der „Verlegenheitskandidat“ konnte sich zwar ein halbes Jahrzehnt behaupten, doch habe er vielen nicht gefallen, „den Handwerkern unbillige Fronverpflichtungen für das Palatium anbefohlen“. Nachdem er in die Verbannung nach Konstantinopel geschickt worden war, berief man Ottone zurück. Vitale reiste dazu nach Konstantinopel, Orso führte das Regiment in Venedig. Kretschmayr mutmaßt, Ottone sei im „Spätfrühling? 1032“ gestorben. „Orsos Verweserschaft erlosch von selbst, und der Versuch des Domenico Orseolo, vielleicht eines Enkels des großen Pietro, den Dogat gewaltsam an sich zu bringen, förderte die Sache der Gegner erst recht.“ Vielleicht im Sommer 1032 kehrte „Domenico Flabiano“ aus der Verbannung zurück, während Domenico Orseolo nach Ravenna floh. „Die sogleich erlassene Verordnung, die dem durch Wahl zu erhebenden Dogen die Erwählung eines Mitregenten verbot“, sollte die bisher übliche Nachfolgeregelung unterbinden, durch die der Mitregent nach dem Ableben des Dogen sein Nachfolger geworden war. „Die Zeit der erblichen Monarchie war für Venedig vorüber“. Drei Familien hatten versucht, eine solche Erbmonarchie einzurichten, und auch die letzten Versuche, die noch bis ins 12. Jahrhundert unternommen wurden, sollten scheitern, fasst Kretschmayr zusammen.
Für John Julius Norwich in seiner stark vereinfachenden und den historiographischen Diskurs weitgehend ignorierenden History of Venice, die ab 1977 immer wieder aufgelegt wurde, war es so: „Centranico – could, at the time of his accession, boast one distinction only: that of having filched, some thirty years before, the relics of St Sabas from Constantinople and deposited them in the church of St Antonino“. Gegen das Vorhaben Ottone Orseolos und seiner Brüder, eine Erblichkeit des Dogenamts durchzusetzen, hatte sich eine Opposition geformt, die ihn, der bis dahin nur Reliquien ‚geklaut‘ hatte, auf den Dogenstuhl spülte. Die ersten dunklen Wolken über den Orseolo, so Norwich, waren bereits 1019 mit der Ernennung Poppos aufgetaucht. Folgt man dem Autor, so flohen Orso und Ottone 1022–23 nach Istrien. Nach ihm begann Poppo jedoch den Bogen zu überspannen, als er „systematically“ Kirchen und Klöster ausraubte. Die zurückkehrenden Brüder vertrieben „Poppo and his followers with surprisingly little fuss“, eine Synode wies 1024 Poppos Ansprüche zurück. Hätte der Doge nur „a modicum of sensitivity to popular opinion“ gezeigt, wären die Orseoli vielleicht an der Macht geblieben. Wie er knapp anmerkt, habe „a further scandal over Church appointments“ zum bekannten Sturz des Dogen geführt. Ottone verbrachte den Rest seines Lebens in Konstantinopel. Sein Nachfolger Centranico „struggled to reunite the city, but his efforts were in vain“. Nach dem Autor begannen sich die dynastischen Ehen der Orseolo nun auszuzahlen. Die Verwandtschaft in Konstantinopel kündigte die Handelsverträge, die in Ungarn ging zum Angriff auf Dalmatien über. Während sich die Probleme des neuen Dogen und seiner Partei verschärften, „nostalgia for the old days grew“. „The crisis came in 1032“, als Centranico gestürzt wurde, und Vitale „hurried off to Constantinople with an invitation to his brother to resume the throne“. „All seemed set for a restoration“, doch nun starb Ottone. Infolgedessen trat Orso zurück, und ein letzter Versuch durch Domenico Orseolo, „some obscure offshoot of the family“, war geradezu eine „miserabile parodia“, wie Norwich Roberto Cessi zitiert.